# 卢伯特·斯特赖尔
卢伯特·斯特赖尔（1938年3月2日—2024年4月8日）是一位美国生物化学和细胞生物学家，斯坦福医学院教授，知名于编纂了《生物化学》教材，被译为多国语言。